# Salim ibn Thuwaini
El sàyyid Salim ibn Thuwaini al-Busaidi o Sàlim ibn Thuwayní al-Busaïdí o Sàlim ibn Thuwayní Al Saïd (àrab: سَالِم بِن ثُوَيْنِي آل سَعِيْد, Sālim b. Ṯuwainī Āl Saʿīd o سالم بن ثويني بن سعيد البوسعيدي, Sālim b. Ṯuwainī al-Būsaʿīdī) (Masqat, 1839 - Hyderabad, 7 de desembre de 1876) va ser sultà de Masqat i Oman des de l'11 de febrer de 1866 fins a l'octubre de 1866. Era el fill gran del sultà Thuwayni ibn Said i de la seva esposa, Ghaliya bint Salim Al-Busaidiyah, i va accedir al tron en successió del seu pare. Lewis Pelly i Henry Bartle Frere estaven profundament decebuts per la mort del sultà Thuwaini ibn Said perquè desitjaven una acció militar contra els wahhabites, que Salim refusava. D'aquí que el militar i polític britànic resident al golf de Buixehr, el coronel Lewis Pelly, es va oposar ferotgement al reconeixement de Salim, que temia que aturés la interferència estrangera i forgés un acord de pau amb els wahhabites.
Salim va enviar dos missatgers a Bombai, aleshores sota domini britànic, amb una carta demanant la renovació de les relacions entre els governs britànic i Masqat i reiterant les seves afirmacions sobre la mort del seu pare, és a dir, que havia mort com a conseqüència d'una malaltia després de tres dies de patiment i que havia estat enterrat ràpidament d'acord amb la tradició islàmica; gràcies a això, el govern de l'Índia va reconèixer el príncep regnant com a sultà el maig de 1866. Pelly va intentar intervenir i l'acusà de patricidi, però el virrei britànic John Lawrence, primer baró Lawrence ja havia presentat a Salim el reconeixement oficial del seu govern.
El setembre de 1868, Azzan ibn Qais, cunyat i parent llunyà de Salim, va ser elegit imam per tribus descontentes que buscaven portar el país de nou als principis de l'estat clàssic ibadita, Azzan va dirigir els seus seguidors en una ràpida sèrie d'atacs a Barkah, els forts de Mutrah i Masqat. Sense suport, Salim no va poder mantenir el centre de la vila i es va veure obligat a fugir a una de les fortaleses del port. En la seva fuga precipitada, va deixar enrere els seus objectes de valor juntament amb moltes herències de la dinastia, totes elles saquejades o destruïdes pels invasors. L'11 d'octubre de 1868, Salim va embarcar al seu vaixell The Prince of Wales i va navegar cap a Bandar Abbas, i des d'allà va fer diversos intents fallits de recuperar els seus dominis perduts entre octubre de 1868 i març de 1869. Va fer una última oferta pel tron el 1875, però en aquell moment els britànics havien reconegut formalment ja al seu oncle Turki ibn Said com el nou sultà d'Oman. Salim va ser capturat i expulsat a bord del H.M.S.Daphne i va ser exiliat a una fortalesa a Hyderabad, fins que va morir de verola el 7 de desembre de 1876.